# Marie Křivánková
Marie Křivánková, rozená Eretová, křtěná Kateřina Marie (16. dubna 1883 Dýšina, místní část Horomyslice (okres Plzeň) – 27. září 1936 Praha), byla česká designérka šperku a úřednice pražské zlatnické firmy období pozdní secese a moderny.

## Biografie
Jako absolventka obchodní akademie v Praze v letech 1911 – 1912 krátce studovala na Pokračovací škole pro zlatníky, stříbrníky a příbuzná řemesla, kterou vedl Václav Němec. Provdala se za architekta Křivánka. V letech 1911 – 1918 zastávala místo úřednice a pak návrhářky šperků v pražské zlatnické firmě Maxe Schobera. Po cestách střední Evropou, zejména do Vídně navrhovala šperky ve stylu pozdní secese vídeňských dílen Wiener Werkstätte. Po velkém úspěchu svých prací se osamostatnila, ale její díla stále prováděli a značili jiní mistři, jako Roman Jankovský, Pavel Vávra, František Hladík nebo Javůrek-Vrabec. V luxusním interiéru v Lindtově pasáži na Václavském náměstí č. 4 úspěšně vedla svůj šperkařský, klenotnický a starožitnický obchod až do své předčasné smrti.
Zemřela bezdětná a byla pohřbena v Praze.

## Dílo
Navrhovala zlaté nebo stříbrné šperky ve stylu pozdní geometrické scese, charakteristické motivem spirály, technicky provedené filigránem či granulací. Oblíbila si výrazné drahokamy jako smaragd, záhnědu nebo onyx. Častý byl také syntetický rubín červenofialového zbarvení. Centrální část jejich šperků obvykle zaujímá drahý kámen a rozmanité voluty, šroubovice, půlobloučky a meandry v kombinaci s kuličkami mnohdy zcela vyplňují základní vytyčené obrysy. Pro Křivánkovou je příznačné využití řetízku, a to ve formě prověšených oblouků tvořících jakési girlandy nebo jen jako kaskádovitě splývající ověsky, zakončené a mnohdy i přerušené vsazeným či montovaným kamenem. Podobné šperky vykazující nápadnou podobnost s její tvorbou, typické svou symetrií i jemně zrněnými spirálami a prověšenými obloučky z drátu nebo jemných řetízků, vytvářel zlatník a klenotník Josef Jošt.
Získala řadu ocenění v soutěžích vypisovaných Uměleckoprůmyslovým museem. Marie Křivánková byla kultivovaná a na tehdejší dobu emancipovaná dáma. Své návrhy šperků publikovala v uměleckém měsíčníku Dílo, v časopisu Časoměr, kam také psala fejetony a články ze šperkařského prostředí. Fotografie šperků, zhotovených v závodě Maxe Schrobra podle jejích návrhů, byla zveřejněny v obrazovém týdeníku Český svět. Je zastoupena zejména ve sbírkách Uměleckoprůmyslového musea v Praze, Moravské galerie v Brně a Severočeského muzea v Liberci.

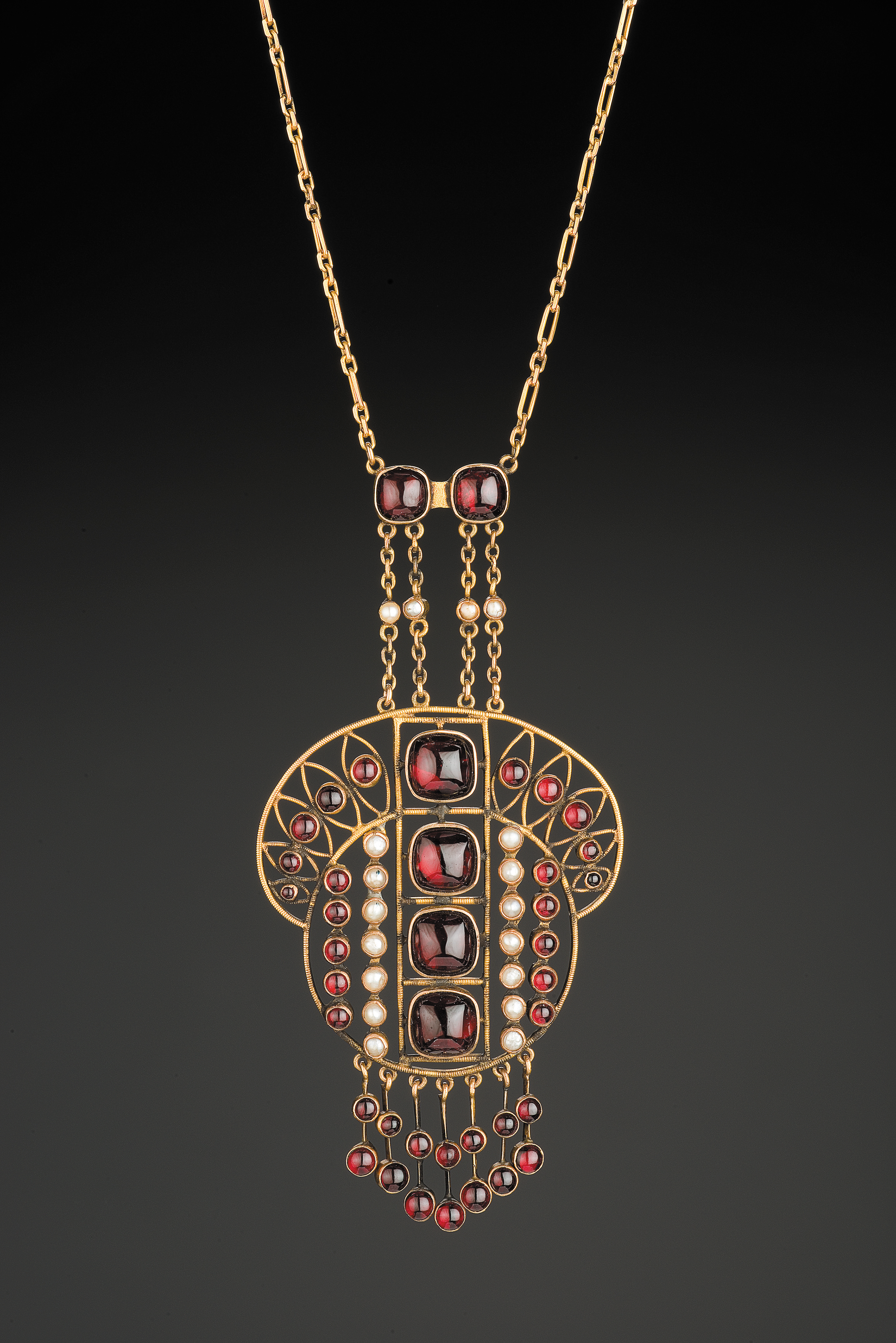
Pavel Vávra podle návrhu Marie Křivánkové, Náhrdelník, po r. 1910, Uměleckoprůmyslové muzeum v Praze
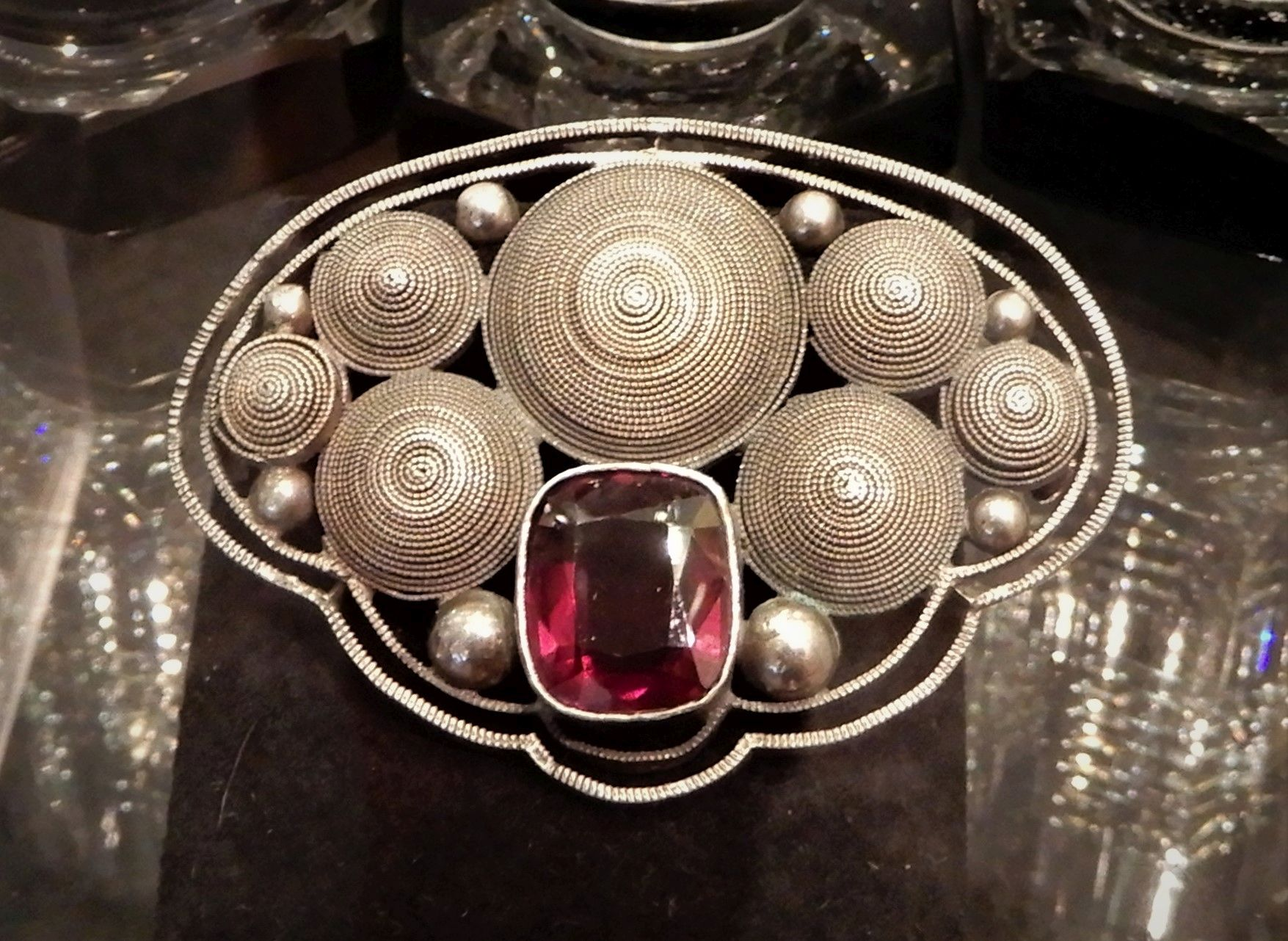
Pavel Vávra podle návrhu Marie Křivánkové, Stříbrná brož, Praha kolem 1918
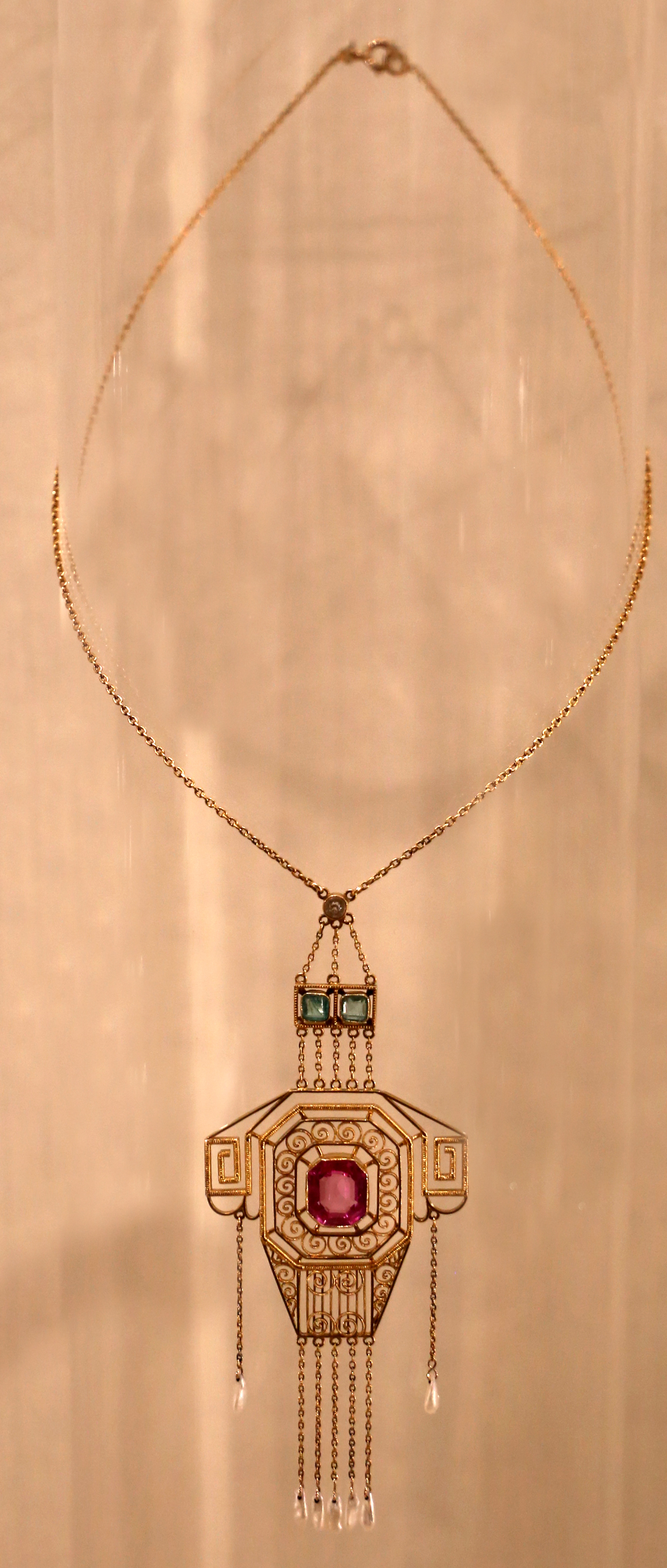
František Hladík podle návrhu Marie Křivánkové, Zlatý náhrdelník s rubínem a perletí, po 1910
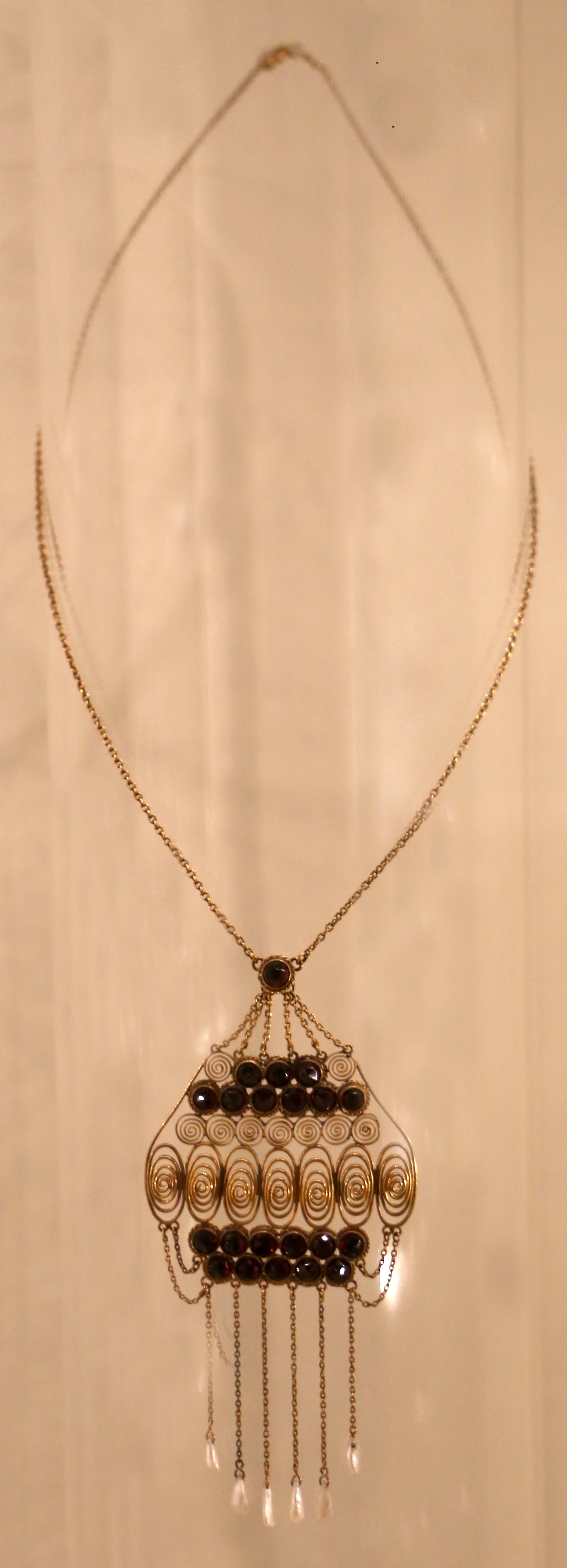
Pavel Vávra podle návrhu Marie Křivánkové, zlatý náhrdelník s granáty a perletí, po 1900
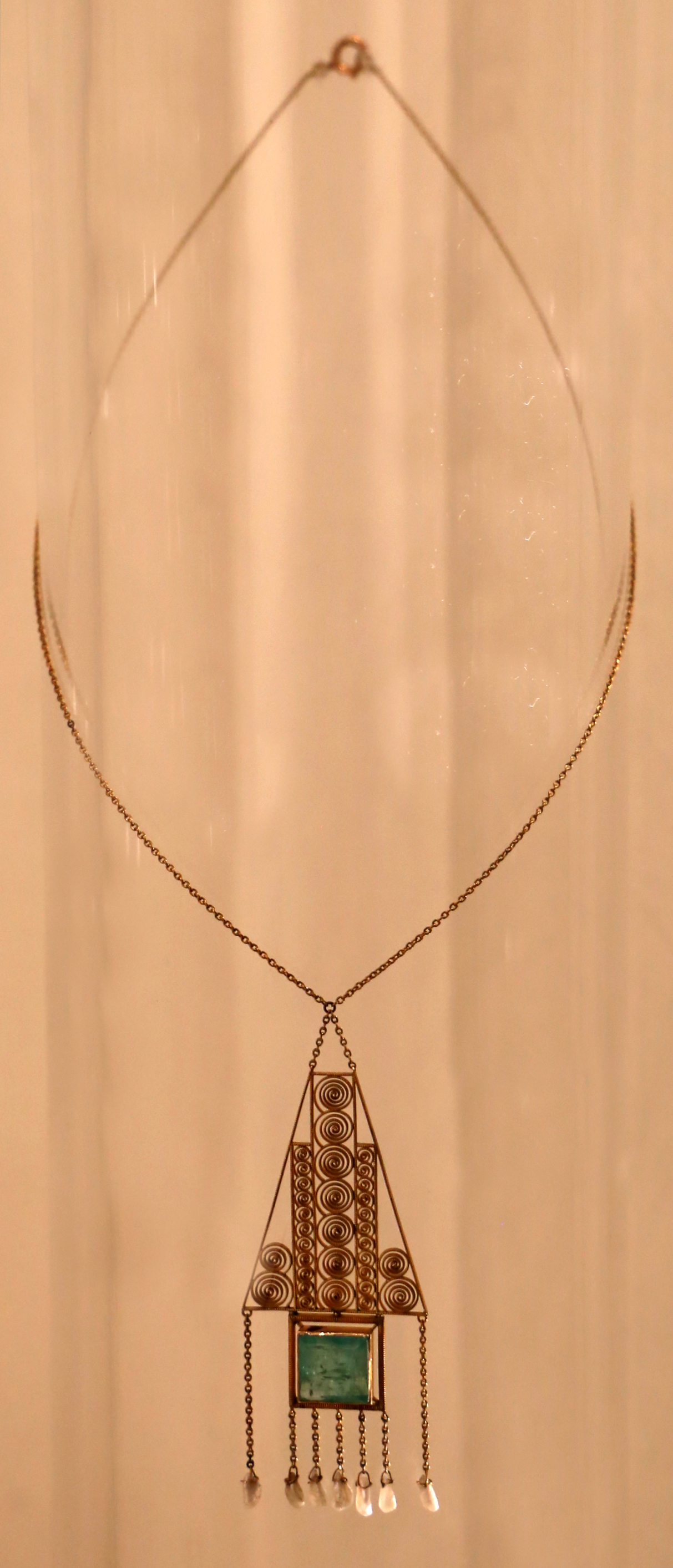
Pavel Vávra podle návrhu Marie Křivánkové, zlatý náhrdelník se smaragdem, syntetickými kameny a závěsy s perletí, po 1910